# Julio Emilio Polet
Julio Emilio Polet (* 10. November 1898 in Mar del Plata; † unbekannt) war ein argentinischer Radrennfahrer.

## Sportliche Laufbahn
Polet war im Straßenradsport aktiv. Er war Teilnehmer der Olympischen Sommerspiele 1924 in Paris. Im olympischen Straßenrennen kam er beim Sieg von Armand Blanchonnet nicht ins Ziel. Die argentinische Mannschaft kam mit Polet, Cosme Saavedra, Luis de Meyer und José Zampicchiatti in der Mannschaftswertung auf den 9. Rang. Er startete auch in den Wettbewerben im Bahnradsport. Im Punktefahren schied er beim Sieg von Ko Willems aus. Im Sprint schied er im Vorlauf aus.